# Ї́
Cette page contient des caractères spéciaux ou non latins. S’ils s’affichent mal (▯, ?, etc.), consultez la page d’aide Unicode.
Ne doit pas être confondu avec le Ḯ de l’alphabet latin.
Yi accent aigu (capitale Ї́, minuscule ї́) est une lettre de l’alphabet cyrillique parfois utilisée en ukrainien et en rusyn lorsque le tension vocalique est indiquée. Il s’agit d’un І surmonté d’un tréma et d’un accent aigu. 

## Utilisation
Le ї́ est utilisé en ukrainien lorsque l’accent tonique est indiqué avec l’accent aigu, par exemple dans certains ouvrages lexicaux pour noter le génitif ou l’accusatif ‹ її́ › du pronom personnel ‹ вона́ ›, « elle ».

## Représentation informatique
Le yi accent aigu peut être représenté avec les caractères Unicode suivants :
- composé et normalisé NFC (cyrillique, diacritiques)[1],[2] :

| formes    | représentations | chaînes de caractères | points de code | descriptions                                           |
| --------- | --------------- | --------------------- | -------------- | ------------------------------------------------------ |
| capitale  | Ї́               | Ї◌́                    | U+0407 U+0301  | lettre majuscule cyrillique yi diacritique accent aigu |
| minuscule | ї́               | ї◌́                    | U+0457 U+0301  | lettre minuscule cyrillique yi diacritique accent aigu |

- décomposé et normalisé NFD (cyrillique, diacritiques) :

| formes    | représentations | chaînes de caractères | points de code       | descriptions                                                                                 |
| --------- | --------------- | --------------------- | -------------------- | -------------------------------------------------------------------------------------------- |
| capitale  | Ї́               | І◌̈◌́                   | U+0406 U+0308 U+0301 | lettre majuscule cyrillique i biélorusse-ukrainien diacritique tréma diacritique accent aigu |
| minuscule | ї́               | і◌̈◌́                   | U+0456 U+0308 U+0301 | lettre minuscule cyrillique i biélorusse-ukrainien diacritique tréma diacritique accent aigu |